# Chloropoea elgonensis
Chloropoea elgonensis är en fjärilsart som beskrevs av Jackson 1951. Chloropoea elgonensis ingår i släktet Chloropoea och familjen praktfjärilar. Inga underarter finns listade i Catalogue of Life.